# The Dark Tower (film fra 2017)
 For alternative betydninger, se The Dark Tower. (Se også artikler, som begynder med The Dark Tower)
The Dark Tower er en amerikansk science fiction-film baseret på bøgerne Det Mørke Tårn af Stephen King. Filmen er instrueret af Nikolaj Arcel og hovedrollerne spilles af Idris Elba og Matthew McConaughey.

## Medvirkende
- Idris Elba som Roland Deschain / Revolvermanden
- Matthew McConaughey som Manden i sort
- Katheryn Winnick som Laurie Chambers
- Abbey Lee som Tirana
- Jackie Earle Haley som Sayre
- Claudia Kim som Arra Champignon
- Nicholas Hamilton som Lucas Hanson
- Fran Kranz som Pimli
- José Zúñiga som Dr. Hotchkiss
- Alex McGregor som Susan Delgado